# Alf Bentley (futbolista nacido en 1887)
Alfred «Alf» Bentley (Alfreton, 15 de septiembre de 1887-Alfreton, 15 de abril de 1940) fue un futbolista británico que se desempeñaba en la posición de delantero centro. Su carrera como futbolista se desarrolló entre los años 1906 y 1926.

## Biografía
Bentley nació en Alfreton, Derbyshire. Se convirtió en profesional en diciembre de 1906, cuando firmó un contrato con el Derby County. Con la elástica de este conjunto, fue el máximo goleador de la Second Division en la temporada 1908-09, en la que anotó veinticuatro goles. Además, marcó otros ocho en encuentros de la FA Cup.
En mayo de 1911, firmó con el Bolton Wanderers por mil libras esterlinas. Dos años después, en junio de 1913, el West Bromwich Albion lo fichó por una suma de quinientas libras. Tras seis temporadas en el club de las Midlands Occidentales, fue traspasado al Burton Albion en el mes de mayo de 1922. Bentley terminó su carrera deportiva en el Alfreton Town, el equipo de su localidad natal, en el que jugó entre el mes de agosto de 1924 y el de mayo de 1926.
Tras su retirada del fútbol profesional, Bentley trabajó en la industria del acero. Falleció en abril de 1940, a los 52 años de edad.

### Trayectoria
| Club                       | País       | Temporadas |
| -------------------------- | ---------- | ---------- |
| Derby County F. C.         | Inglaterra | 1906-1911  |
| Bolton Wanderers F. C.     | Inglaterra | 1911-1913  |
| West Bromwich Albion F. C. | Inglaterra | 1913-1922  |
| Burton Albion F. C.        | Inglaterra | 1922-1924  |
| Alfreton Town F. C.        | Inglaterra | 1924-1926  |

### Citas
1. ↑  James M. Ross (5 de junio de 2014). «English League Leading Goalscorers» (en inglés). RSSSF. Consultado el 13 de marzo de 2015.
2. ↑  Collet, 2003, p. 269.
3. ↑  Matthews, 2005, p. 30.